# Могутинский
Могутинский — упразднённый посёлок в Николаевском районе Волгоградской области России,  в составе Ильичёвского сельсовета.  Упразднён в 1985 году.

## География
Абсолютная высота 8 метров над уровнем моря.

## История
В соответствии с решением Волгоградского облисполкома от 17 мая 1978 года № 10/382 «О некоторых изменениях в административно-территориальном делении области» населенные пункты, имеющие служебное и временное значение — посёлки ОТФ Кисикова, ОТФ Танатарова, ОТФ Джумагалиева, ОТФ Шимаева, ОТФ Жесунова, ОТФ Абуева, ОТФ Муханова, были приписаны к постоянному населённому пункту — к пос. Могутинский, Ильичевский с/с.
Исключен из учётных данных в соответствии с решением Волгоградского облисполкома от 07 сентября 1985 года № 21/606. Жители переселились в село Путь Ильича Ильичёвского сельсовета (ГУ «ГАВО». Ф.Р – 2115. Оп.11. Ед.хр.2736. Л.60).

## Инфраструктура
Было развито сельское хозяйство.

## Транспорт
Просёлочные дороги. 